# Hiroyuki Sugimoto
Hiroyuki Sugimoto (杉本 裕之 Sugimoto Hiroyuki?, nacido el 6 de octubre de 1986 en Saitama) es un futbolista japonés que se desempeñaba como delantero.

## Trayectoria

### Clubes
| Club                | País      | Año         |
| ------------------- | --------- | ----------- |
| Thespa Kusatsu      | Japón     | 2009 - 2012 |
| FC Gifu             | Japón     | 2013        |
| TTM FC              | Tailandia | 2014        |
| Chamchuri United FC | Tailandia | 2016 -      |

## Estadística de carrera

### J. League
| Club           | Año   | J. League | J. League | Copa J. League | Copa J. League | Total | Total |
| Club           | Año   | Part.     | Goles     | Part.          | Goles          | Part. | Goles |
| -------------- | ----- | --------- | --------- | -------------- | -------------- | ----- | ----- |
| Thespa Kusatsu | 2009  | 0         | 0         | -              | -              | 0     | 0     |
| Thespa Kusatsu | 2010  | 17        | 0         | -              | -              | 17    | 0     |
| Thespa Kusatsu | 2011  | 11        | 1         | -              | -              | 11    | 1     |
| Thespa Kusatsu | 2012  | 18        | 1         | -              | -              | 18    | 1     |
| FC Gifu        | 2013  | 5         | 1         | -              | -              | 5     | 1     |
| Total          | Total | 51        | 3         | 0              | 0              | 51    | 3     |